# Heinrich Aldegrever
Heinrich Aldegrever, v dolnoněmeckém jazyce původně Hinrik Trippenmäker, neboli výrobce dřeváků, (1502, Paderborn – 1555-1561, Soest) byl německý malíř, rytec, kreslíř a zlatník.

## Život a dílo
Byl synem výrobce dřeváků Hermanna Trippenmäkera a jeho manželky Kathariny. Aldegrever byl původně zlatníkem, až později se začal zabývat rytectvím. Po svém vyučení na zakázku zhotovoval mnohé drobné rytecké ozdoby, jež byly používány na pouzdra mečů, dýk a nožů. V Paderbornu nebyl malířský cech, proto se patrně vyučil malbě v Soestu. Jako devatenáctiletý (1521) se stal starším tovaryšem v münsterském ateliéru malíře Ludgera tom Ring staršího, který se vyškolil v Nizozemí. Také Aldegrever odešel do sousedního Nizozemska, kde objevil díla Joose van Cleveho, Bernaerta van Orleyho, Lucase van Leydena a Jacoba Cornelisze.
V roce 1525 se přestěhoval do Soestu a roku 1526 nebo 1527 zde získal občanská práva a stal se členem malířského cechu. Na autoportrétu z roku 1530, který se nachází ve sbírce Národní galerie v Praze, sám sebe označuje jako malíře. Jeho jediným potvrzeným malířským dílem, které vzniklo ještě před reformací, je Mariánský oltář v kostele Sv. Petra v Soestu (1525–1526), podepsaný iniciálami HT s obrázkem dřeváku. Jinak nelze doložit žádné další církevní malířské dílo, ani zlatnické práce nebo vitráže, neboť v době reformace ustaly zakázky. Od roku 1527 pracoval jako rytec a portrétista. Jediný portrét se signaturou Aldegrevera, který se dochoval, je starosta Engelbert Therlaen von Lennep (1551).
Během pobytu v Norimberku se seznámil s Albrechtem Dürerem, jehož monogram parafrázoval na svých rytinách, umělecky jej však ovlivnila rovněž tvorba nizozemských a italských grafiků. Heinrich Aldegrever vytvořil obsáhlé a technicky virtuózní grafické dílo, které je tematicky velmi široké a zahrnuje kromě několika málo dřevořezeb asi 300 mědirytin. Kromě mytologických a náboženských námětů v něm tvoří podstatnou složku také žánrové výjevy, vynikající podobizny a v neposlední řadě ornamenty. Umělecky a kulturněhistoricky velmi ceněný je např. jeho soubor Velkých svatebních tanečníků. 200 figurálních rytin zachycuje několik příběhů ze Starého a Nového zákona, alegorických postav a cyklus Tanec smrti z roku 1541. Zjevně se dobře orientoval v humanistických textech své doby, které se zabývají bohy a mýty a legendárními postavami rané římské historie. V jeho díle nejsou žádná zobrazení svatých. Volně se inspiroval některými dřevoryty Holbeina a v kompozici a také několikrát při výběru motivu a techniky i díly Albrechta Dürera. Jeho portréty patří mezi vrcholná díla 16. století.
Po roce 1530 asi jednu třetinu ryteckého díla tvoří návrhy pro zdobení kovových předmětů a Aldegrever se díky nim stal nejvýznamnějším autorem raně renesančních německých ornamentů. Tři dochované dýky z let 1536, 1537 a 1539 jsou vrcholnými díly v celé historii rytiny ornamentů a vyznačují se bohatě rozvinutou fantazií a harmonicky vyváženými proporcemi.
Aldegreverova rytecká díla jsou podepsána a datována a lze je rozdělit do tří period: časné 1527–1530, střední, 1531–1541 a pozdní 1541–1555 s přerušením v letech 1942-1949. Zachovalo se celkem 58 jeho kresebných předloh, z nichž největší kolekci vlastní Rijksmuseum v Amsterdamu.
Podporoval reformační hnutí a v roce 1531 se stal luteránem. Na objednávku münsterského biskupa zhotovil v letech 1535-1536 portréty anabaptistů Bernta Knipperdollinga a Jana van Leiden. Je autorem grafických portrétů Martina Luthera a Philippa Melanchthona. Volně při tom využil dřevoryt Hanse Brosamera a obraz Lucase Cranacha staršího. Měl politický a náboženský vliv na zavedení reformace v Soestu. Jménem Rady pozval a doprovázel reformátora Gerda Omekena z Lippstadtu do města Soest.
Pro své miniaturní rytiny, jež byly v jeho době považovány za skvosty a byly vyvažovány zlatem, je řazen k tzv. Malým mistrům, kteří byli činní v Norimberku (Barthel Beham, Sebald Beham a Georg Pencz).

## Galerie

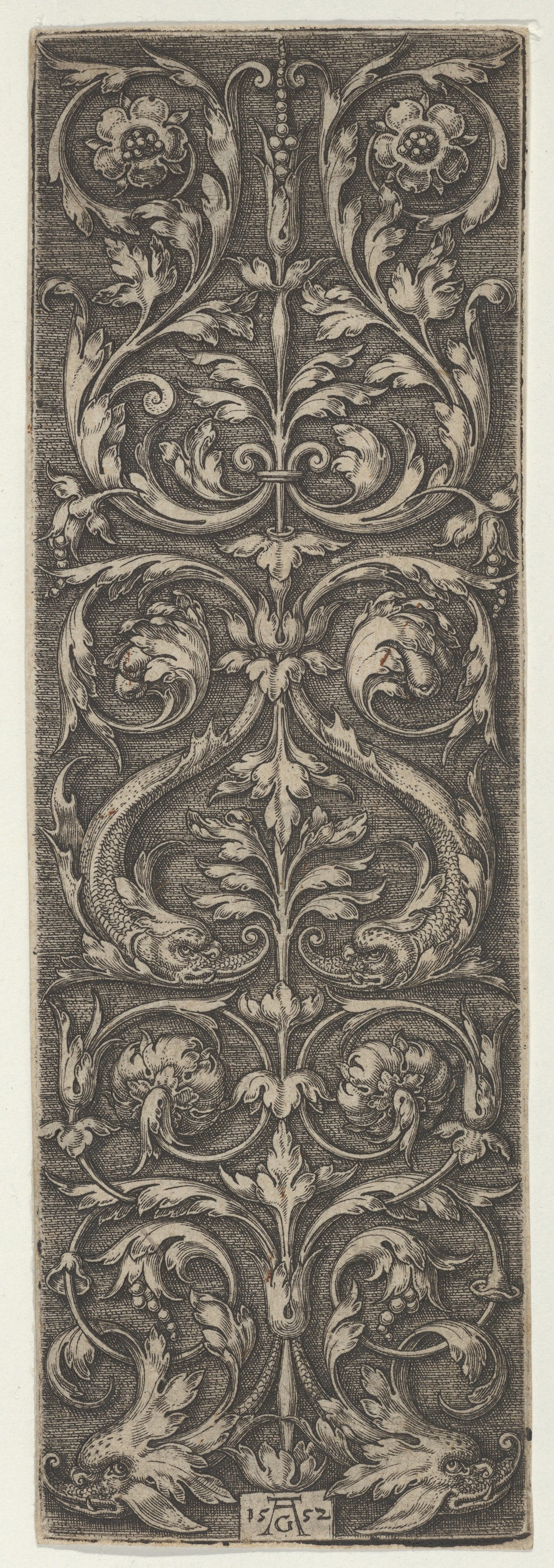
ornament s rybami a rozetami
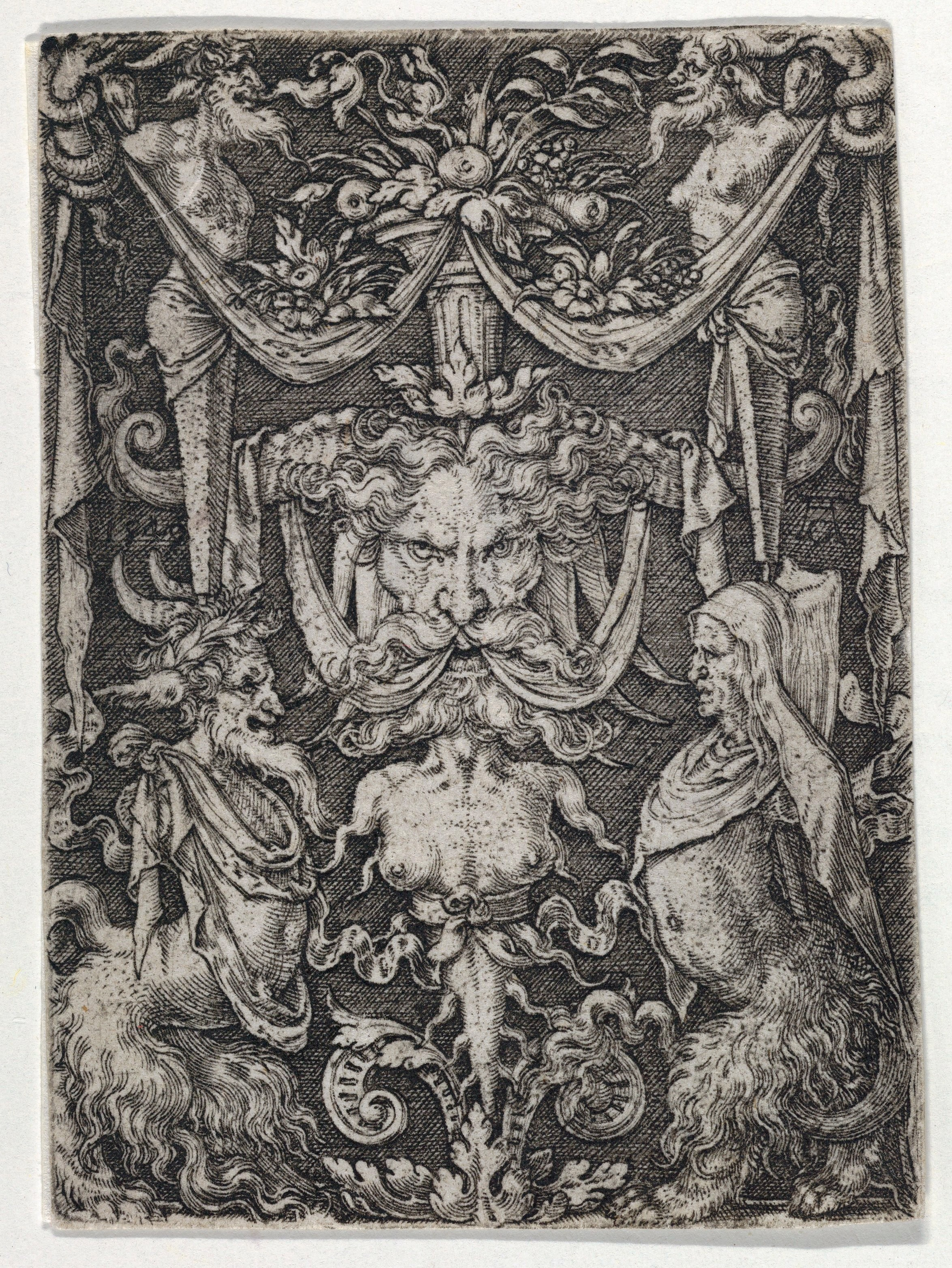
ornament s maskou a dvěma Satyry
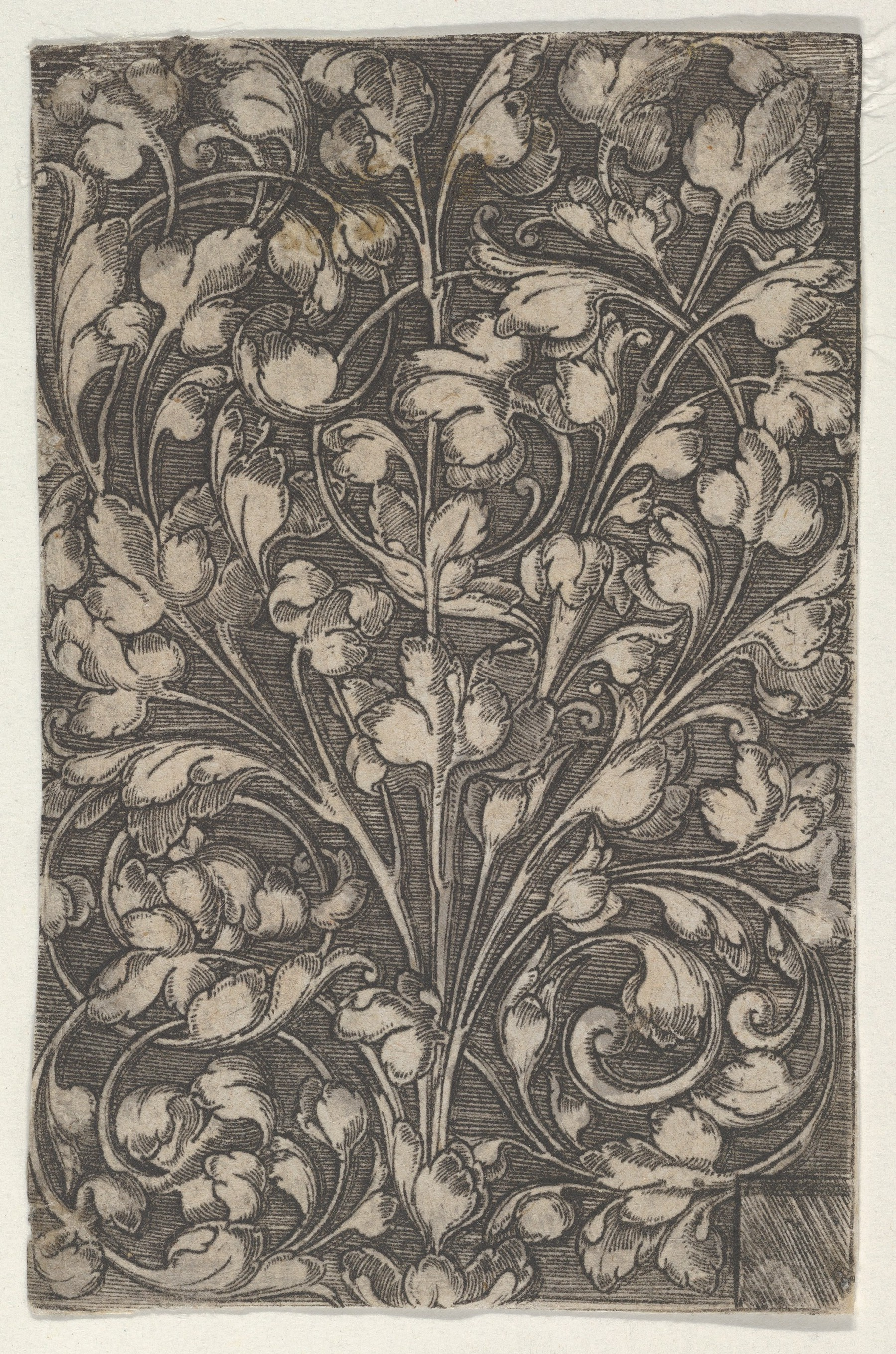
rostlinný ornament s úponky
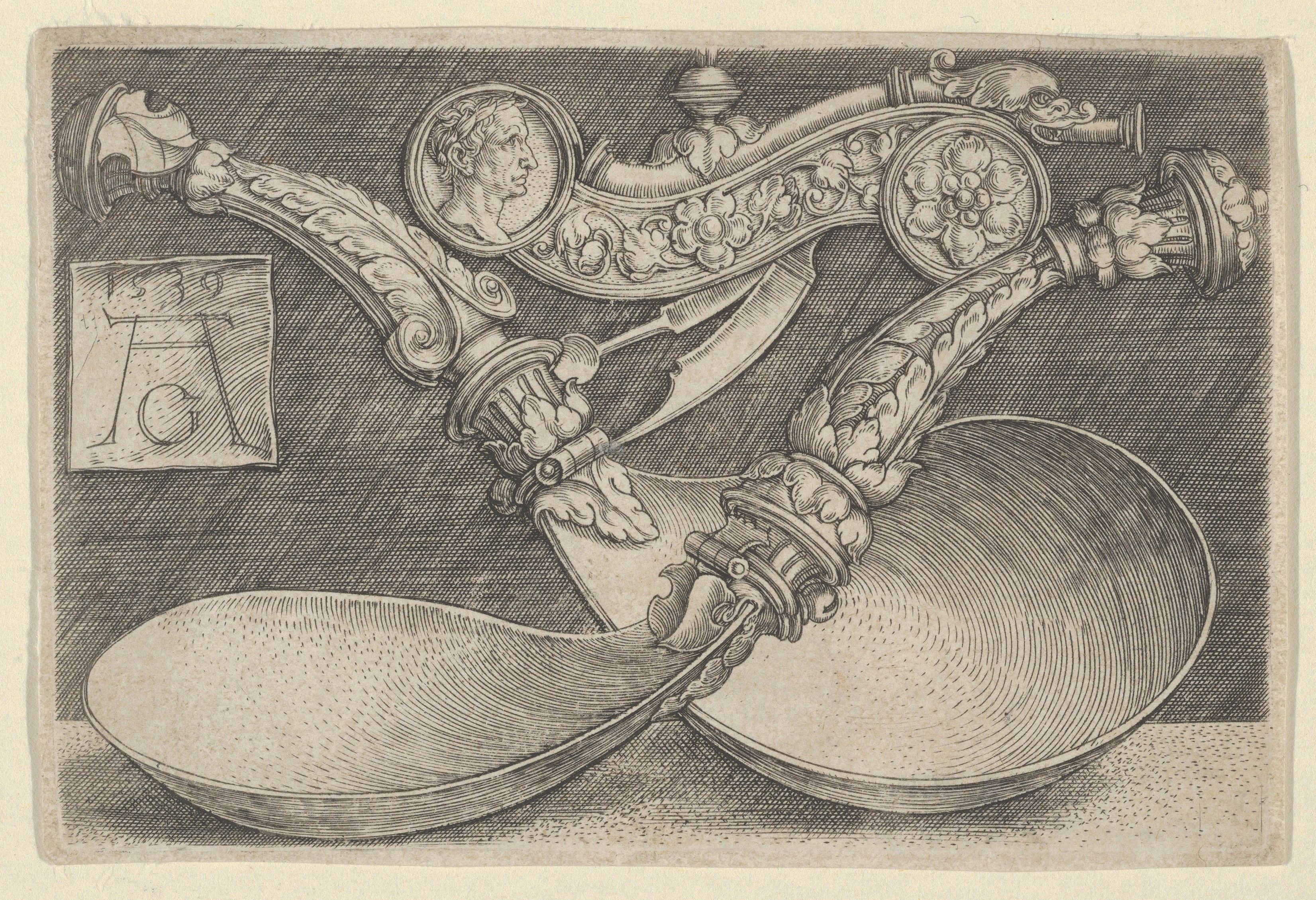
návrh zdobení 2 lžic a píšťalky
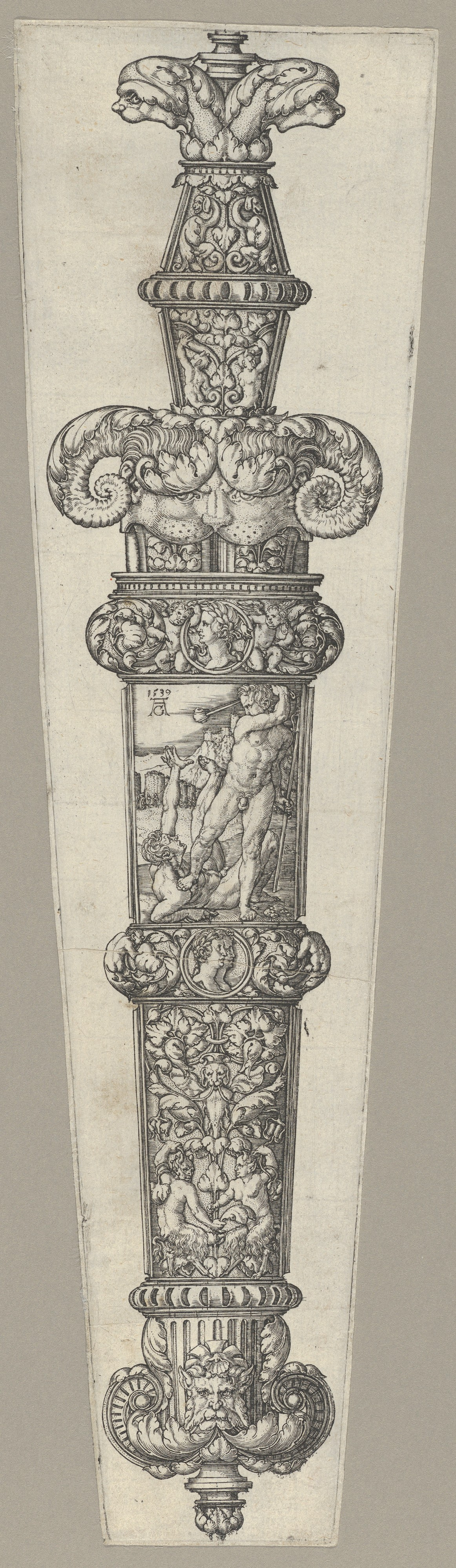
návrh pochvy dýky s kainem a Abelem
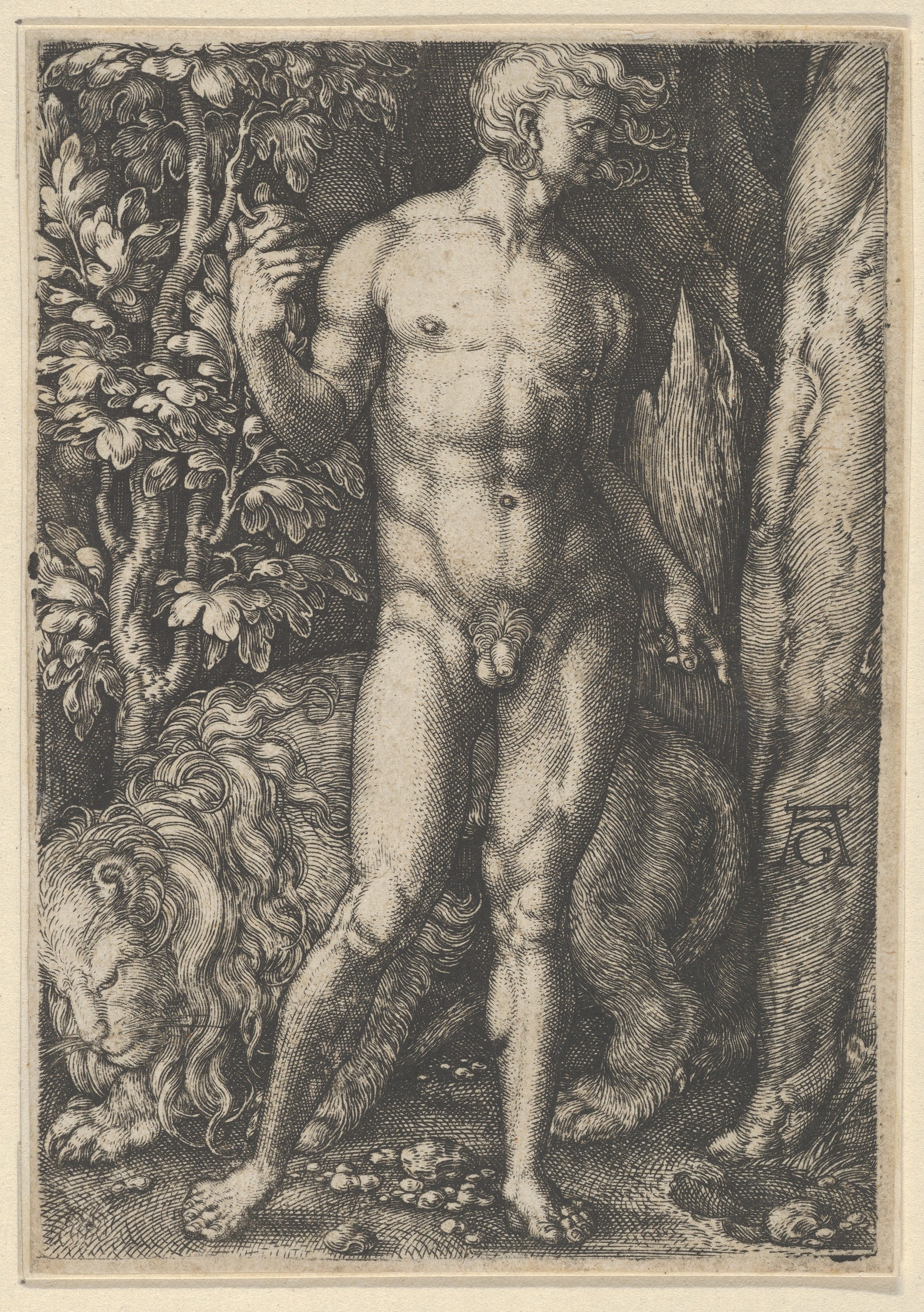
Adam a lev
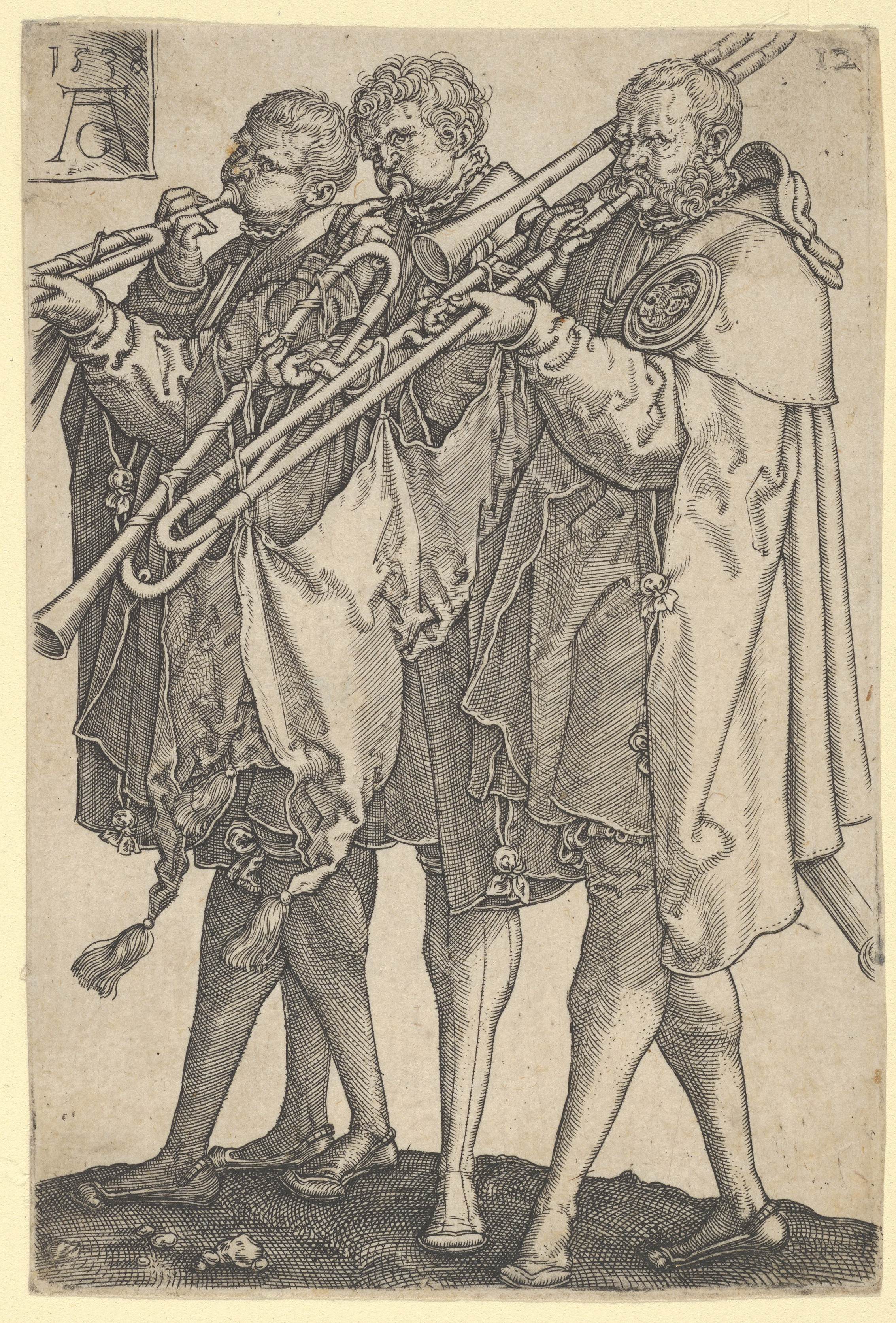
Tři trombonisté, z cyklu Svatební tanečníci
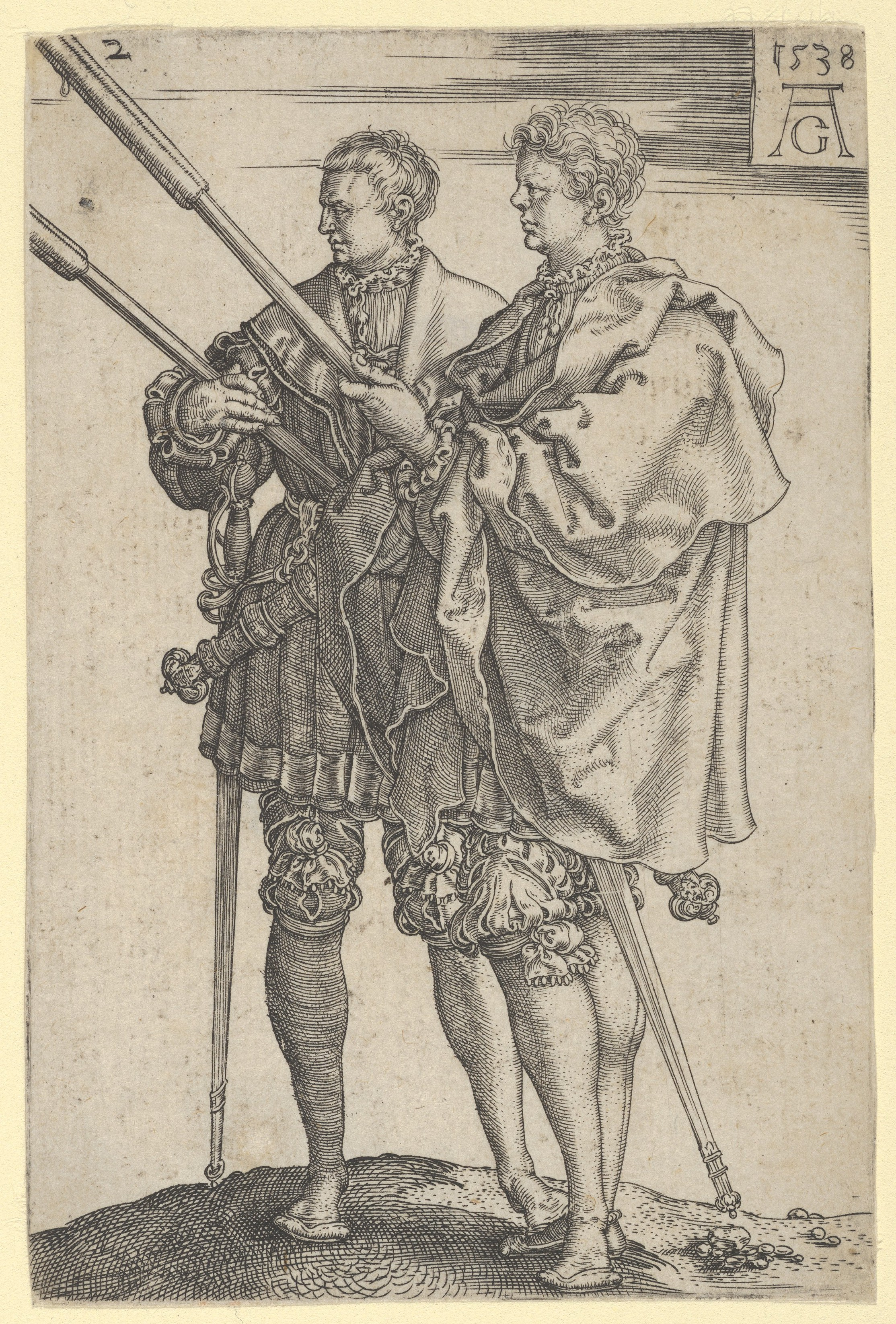
Dva nosiči pochodní, z cyklu Svatební tanečníci
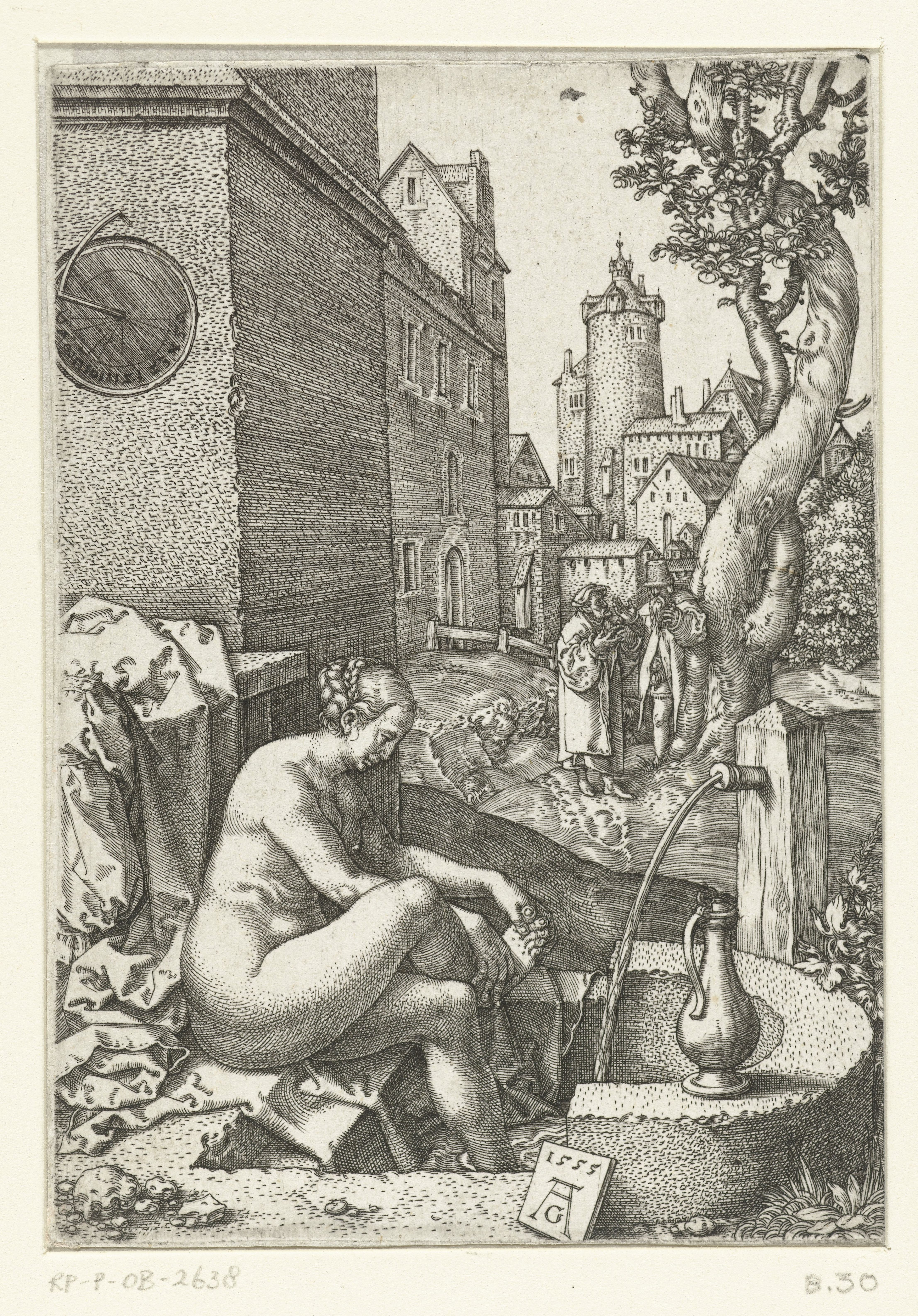
Zuzana a starci
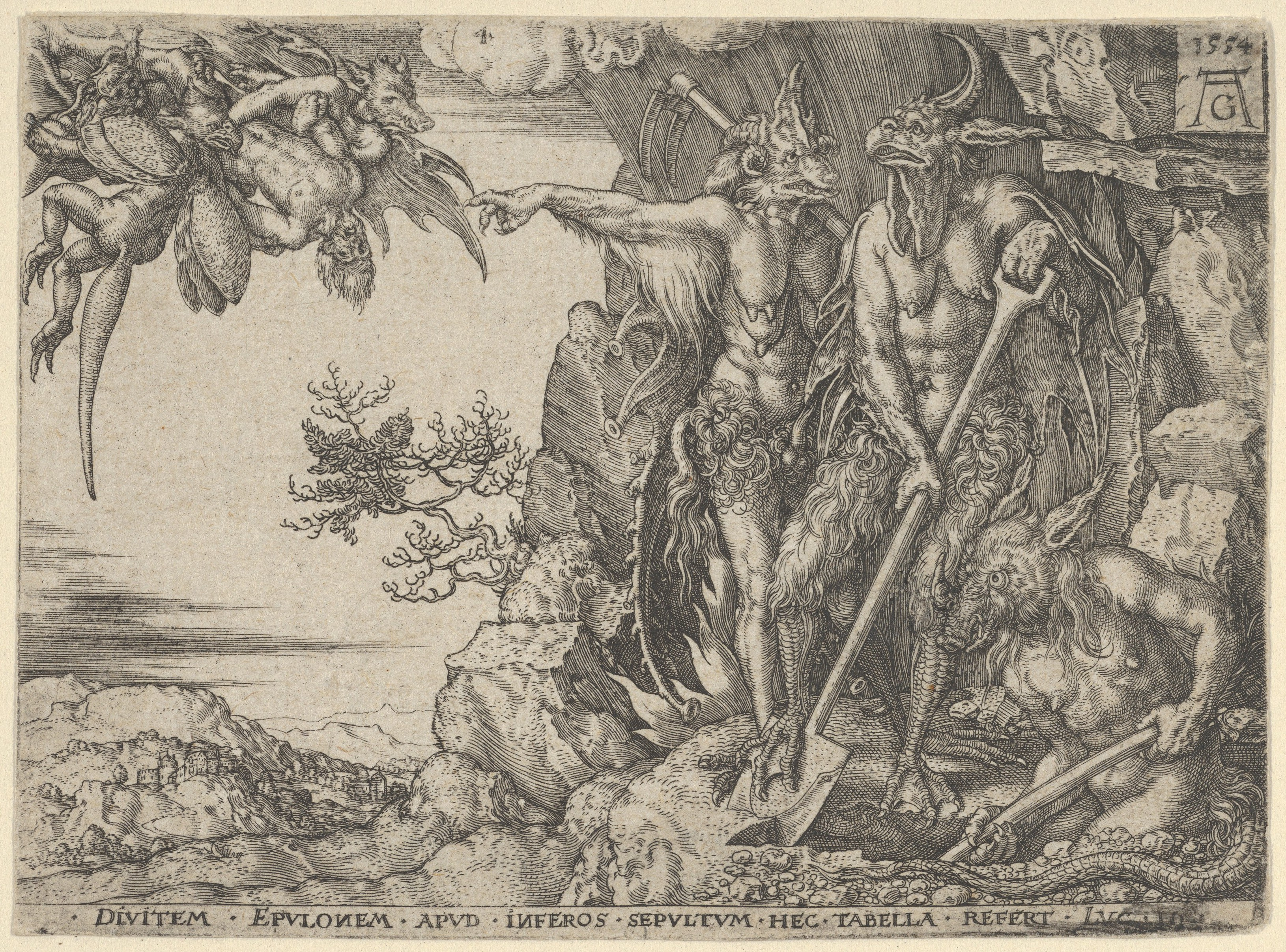
Muž nesený do pekla
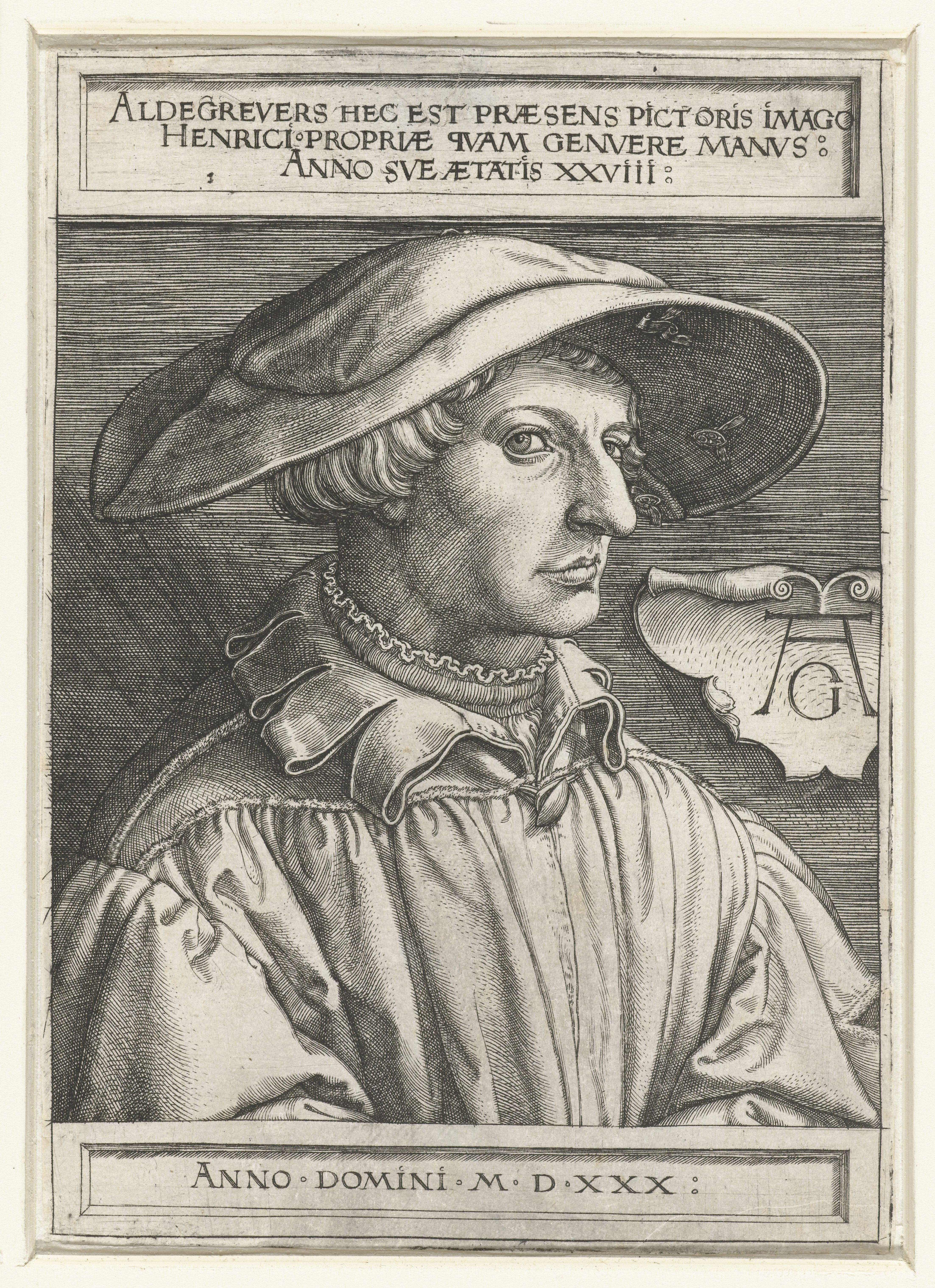
Heinrich Aldegrever - Autoportrét (1530)
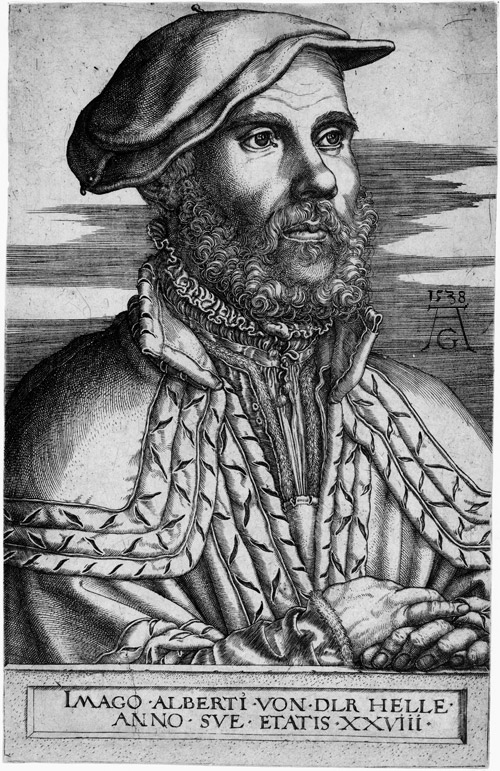
Albert van der Helle
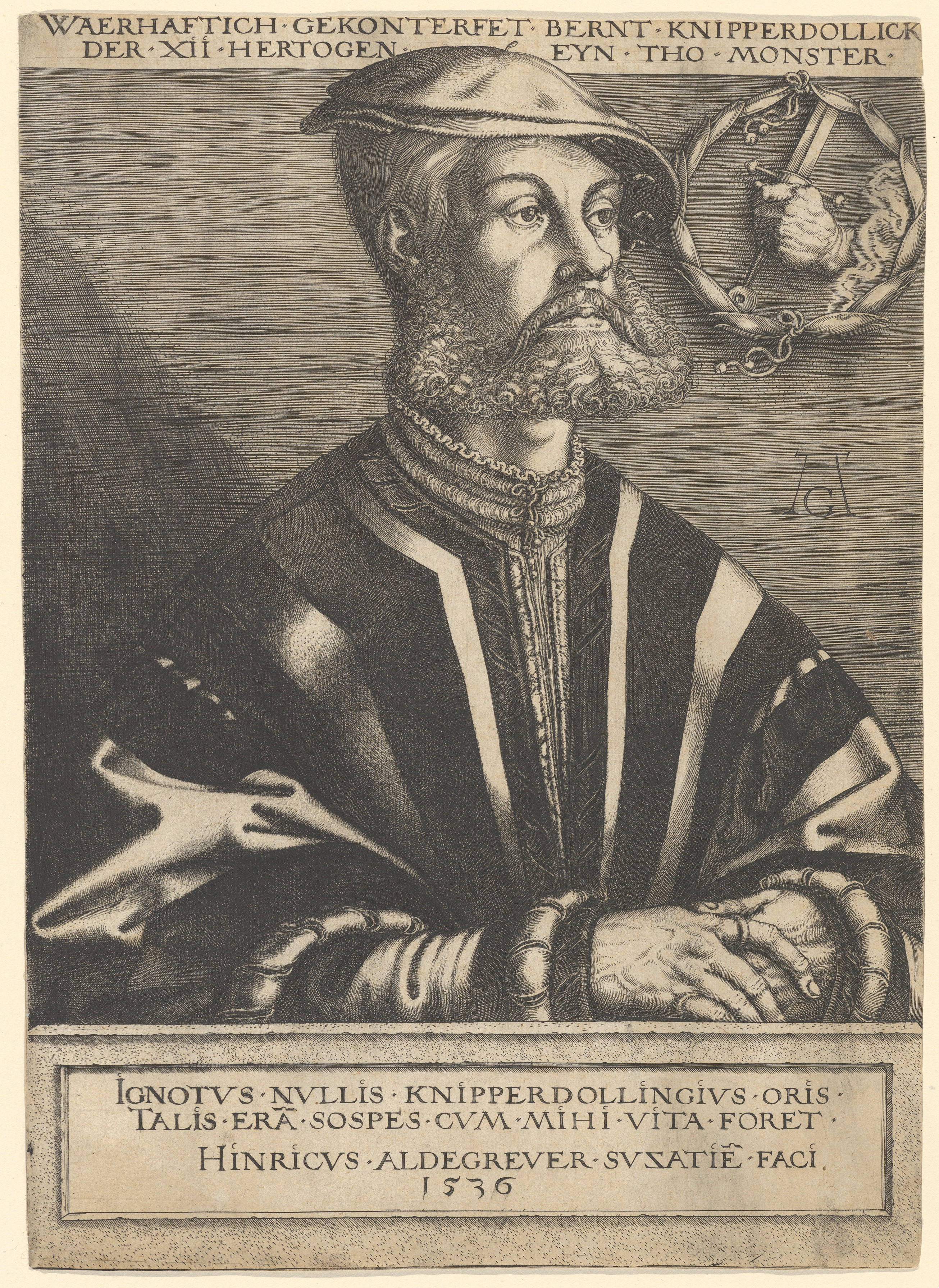
Bernt Knipperdolling
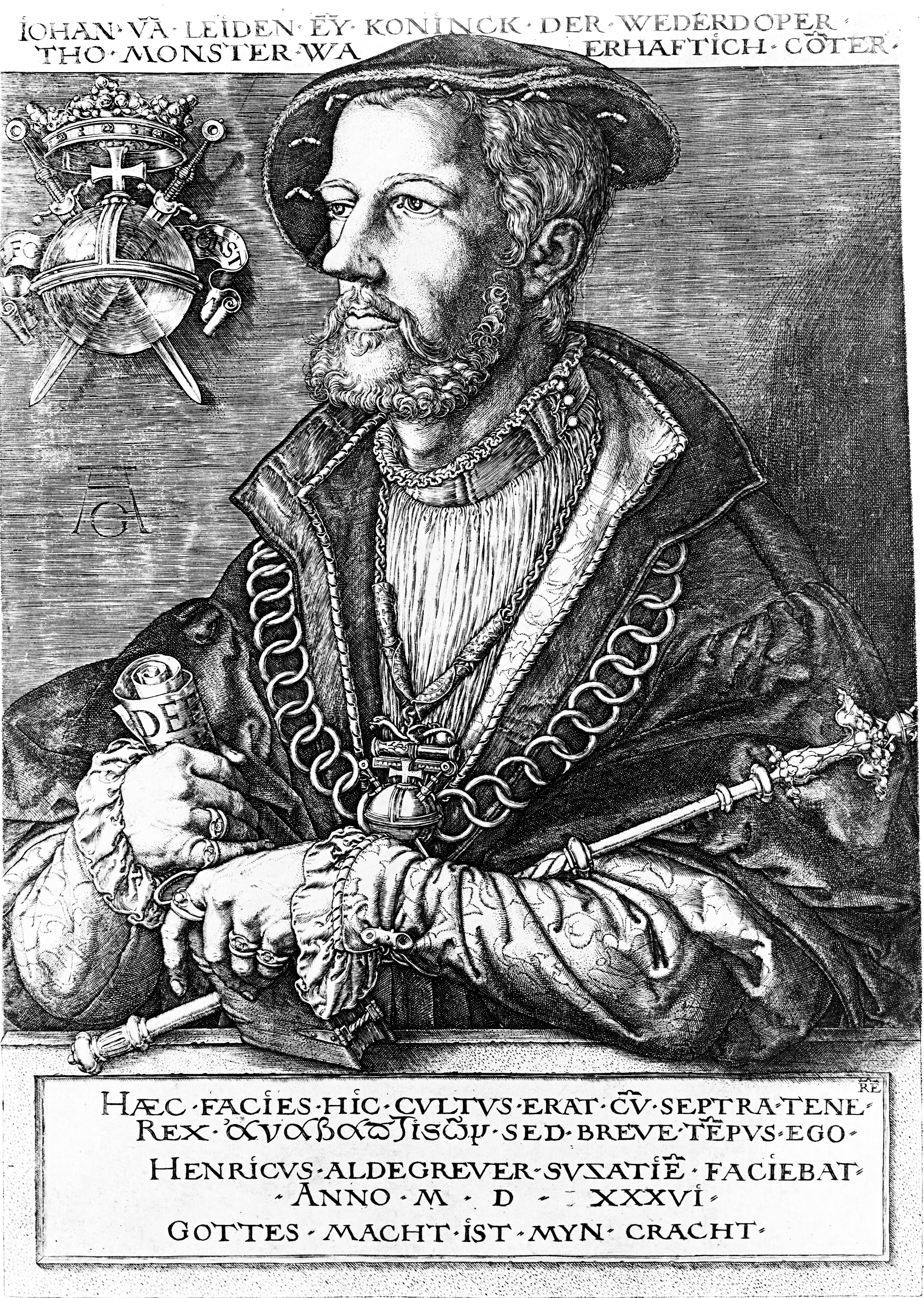
Jan van Leiden
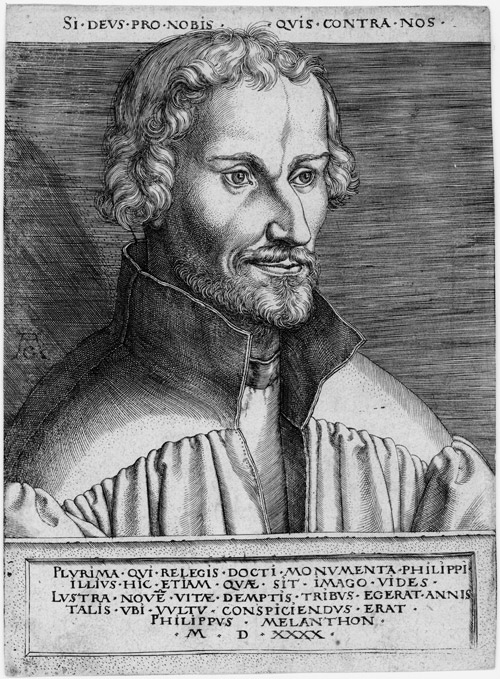
Philipp Melanchthon